# Helen Gibson (Badminton)
Helen Gibson (* um 1915 in East Norwalk, Connecticut: † nach 1956) war eine US-amerikanische Badmintonspielerin. 

## Karriere
Helen Gibson verzeichnet als größten Erfolg ihrer Karriere den Sieg in der Damendoppelkonkurrenz bei den offen ausgetragenen US-Meisterschaften 1938. Die Titelkämpfe fanden in diesem Jahr zum zweiten Mal statt. Helen Gibson startete dabei mit Wanda Bergman.

## Sportliche Erfolge
| Saison | Veranstaltung    | Disziplin   | Platz | Name                         |
| ------ | ---------------- | ----------- | ----- | ---------------------------- |
| 1938   | US Open          | Damendoppel | 1     | Wanda Bergman / Helen Gibson |
| 1939   | US Open          | Dameneinzel | 2     | Helen Gibson                 |
| 1939   | US Open          | Damendoppel | 2     | Wanda Bergman / Helen Gibson |
| 1951   | US-Meisterschaft | Mixed       | 2     | Marten Mendez / Helen Gibson |